# Halocarpus biformis
Halocarpus biformis — вид хвойних рослин родини подокарпових.
Епітет виду вказує на два типи листків, навіть на дорослих рослинах.

## Опис
Дводомне невелике дерево до 10 м у висоту і 60 см діаметром, з розлогими гілками і округлою кроною; у відкритих місцях (наприклад, високогірних районах), він часто утворює щільні, округлі чагарники. Кора сріблясто-сіра, розлущується на невеликі товсті лусочки виявляючи червонувато-коричневий внутрішній шар. Гілки товсті, зодягнені в стійкі листки. Листя двоморфне, хоча гілочки зрілих дерев часто повертаються до форми неповнолітніх. Листки неповнолітніх дерев лінійні, 10–20 × 1,5–3 мм, на короткому, крученому черешку; жилки видні. Зріле листя лускоподібне, щільно черепитчате, щільно притиснуте, 2 мм завдовжки, тупе, дуже товсте з напівпрозорими краями, помітно завалене на спину. Пилкові шишки поодинокі, довжиною близько 4 мм, на кінцях гілочок. Яйцеклітини яйцюваті, стислі. Насіння є поодиноким або рідше в парах, довгасте, тупувате, смугасте, стисле, 2–3 мм завдовжки, в помаранчевій шкірці.

## Поширення, екологія
Країни поширення: Нова Зеландія (Пн., Пд. о-ви.). Вид частіше зустрічається в лісових місцях перебування, ніж H. bidwillii, але в заболоченій місцевості на центральному вулканічному плато Північного острова два виду можуть зустрічатися разом. Висотний діапазон поширення цього виду між 550 м і 1400 м над рівнем моря. Це маленьке дерево в лісі зазвичай залишається нижче, під покровом інших дерев. У відкритій місцевості утворює щільні, округлі кущі до 2 м заввишки, в оточенні осоки і трав.

## Використання
Рожевого кольору деревина з приємним, солодким ароматом щільна (можливо, найміцніша з питомих видів Нової Зеландії), дрібнозерниста і дуже міцна. Тому придатна для зовнішнього застосування такого як садові меблі, але через його зазвичай невеликі розміри і часто чагарникову поведінку, вид використовується не часто. Він був використаний для залізничних шпал, стовпів огорож та деяких зовнішнього застосування. Державний захист забороняє вирубку місцевих дерев зараз і тому вид немає ніякого комерційного використання в даний час. Вид не вирощується за винятком кількох ботанічних садів і дендраріїв.

## Загрози та охорона
Ніяких конкретних загроз виявлено не було. Як і інші місцеві дерева у Новій Зеландії, цей вид нині охороняються законом. Він присутній в кількох охоронних територіях в усьому ареалі.